# 波羅的海車站 (塔林)
波羅的海車站是愛沙尼亞首都塔林的主要鐵路車站。該車站一共有七個月台，其中有兩個用來停靠塔林前往莫斯科和塔林前往聖彼得堡的國際列車。波羅的海車站鄰近塔林舊市區。塔林的第一座火車站修建於1860年代後期。二戰期間，這座火車站被蘇聯紅軍縱火。二戰之後車站部分整修。1960年至1966年期間，車站完全重建。2005年，車站進行了大規模翻新。